# پیتر رنر
پیتر کمپبل رنر (زاده ۲۷ اکتبر ۱۹۵۹) ورزشکار اهل کشور نیوزلند در رشته دوومیدانی است.
رنر در بازی‌های المپیک تابستانی ۱۹۸۴ لس آنجلس و بازی‌های مشترک‌المنافع ۱۹۸۲، ۱۹۸۶ و ۱۹۹۰ به رقابت پرداخت. او در مسابقات ماراتن ۱۹۹۰ کالیفرنیا با ثبت رکورد ۲ ساعت و ۱۲دقیقه و ۳۵ ثانیه مقام قهرمانی مسابقات را از آن خود نمود.